# أسكوت المحدودة
أسكوت المحدودة (المشار إليها إختصارا «أسكوت») (بالإنجليزية: The Ascott Limited)‏ هي شركة إقامة مملوكة بالكامل لشركة كابيتال لاند الاستثمارية، إحدى أكبر شركات العقارات المتنوعة في آسيا.يقع المقر الرئيسي لشركة أسكوت في سنغافورة، وقد نمت لتصبح واحدة من الشركات العالمية الرائدة في تملك وتشغيل أماكن الإقامة بأكثر من 700 عقار في أكثر من 190 مدينة تغطي أكثر من 30 دولة في جميع أنحاء آسيا والمحيط الهادئ وأوروبا والشرق الأوسط وإفريقيا والولايات المتحدة الأمريكية. تشمل محفظتها العديد من العلامات التجارية للإقامة الفندقية والفنادق على سبيل المثال أسكوت ريزدنتس وكريست كوليكشن وفنادق سومرست وإيف وغيرها. 

## لمحة تاريخية
في 14 أغسطس 1984، افتتحت شركة سكوتس فندق أسكوت سنغافورة، وهو أول سكن مخدوم من الطراز الدولي في منطقة آسيا والمحيط الهادئ. تم اختيار اسم «أسكوت» ليمثل طريق سكوتس في سنغافورة  (حيث يقع العقار الأول) وإشارة إلى السباقات البريطانية الشهيرة في أسكوت. اندمجت شركة سكوتس في نهاية المطاف مع مجموعة ستامفورد، وهي أحد أذرع دي بي إس بنك الخاصة بخدمات الإقامة. لتشكيل أسكوت المحدودة مما أدى إلى إنشاء محفظة مشتركة تضم أكثر من 1700 وحدة في ثماني مدن. أصبحت أسكوت لاحقًا شركة فرعية مملوكة بالكامل لشركة كابيتال لاند الاستثمارية في 28 أبريل 2008.

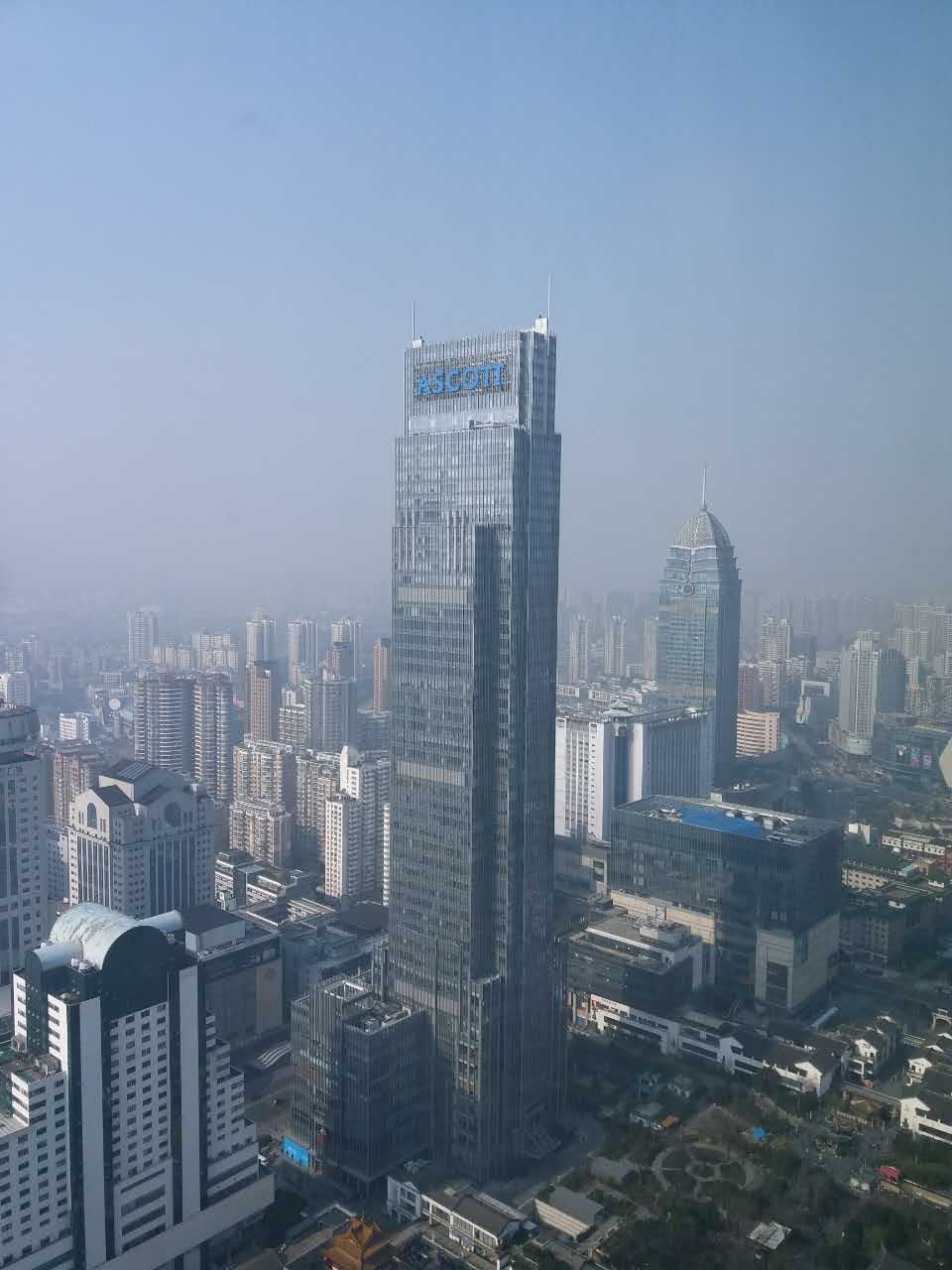
فندق يونفو في ووشي ، الصين في يناير 2017
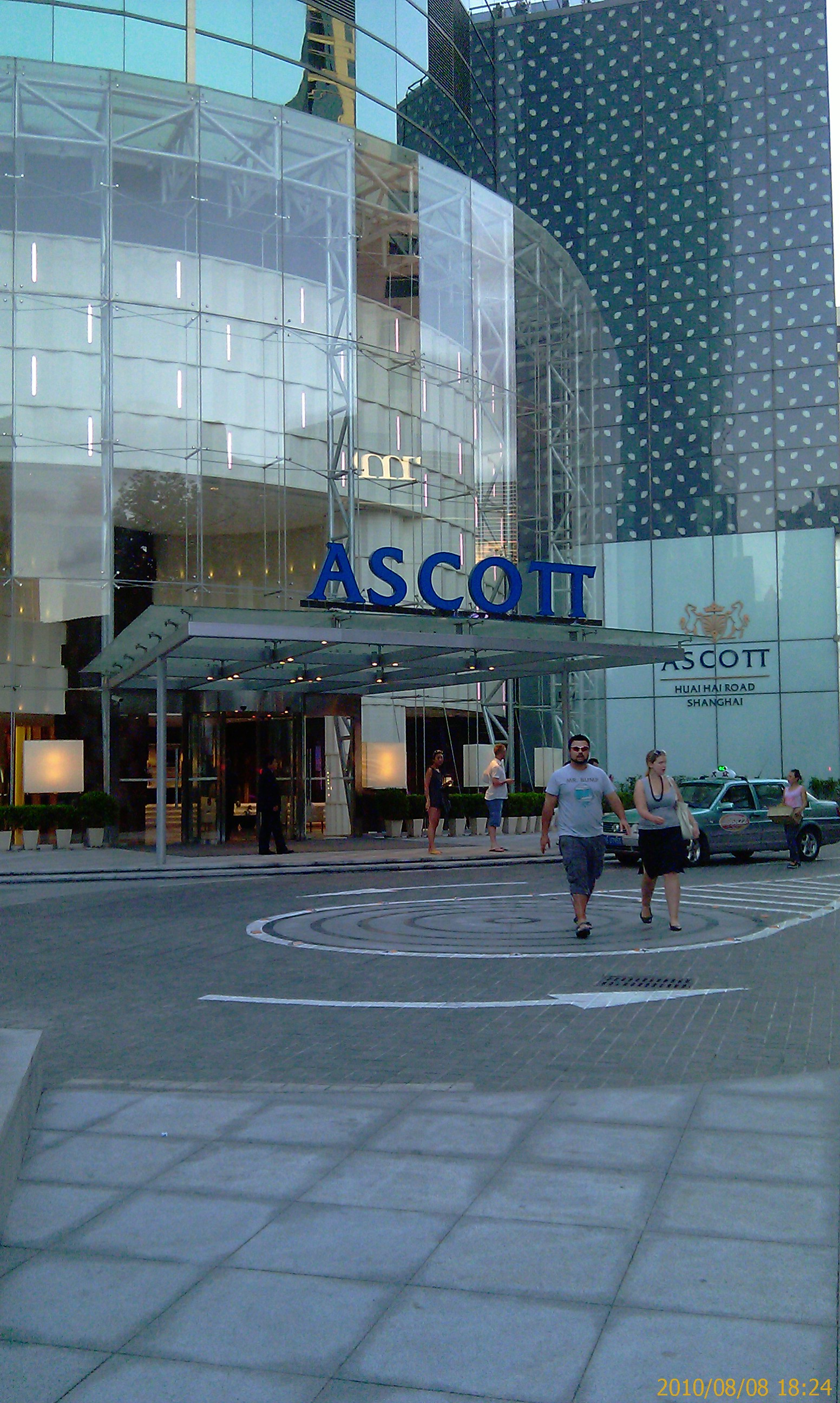
فندق هونج كونج بلازا
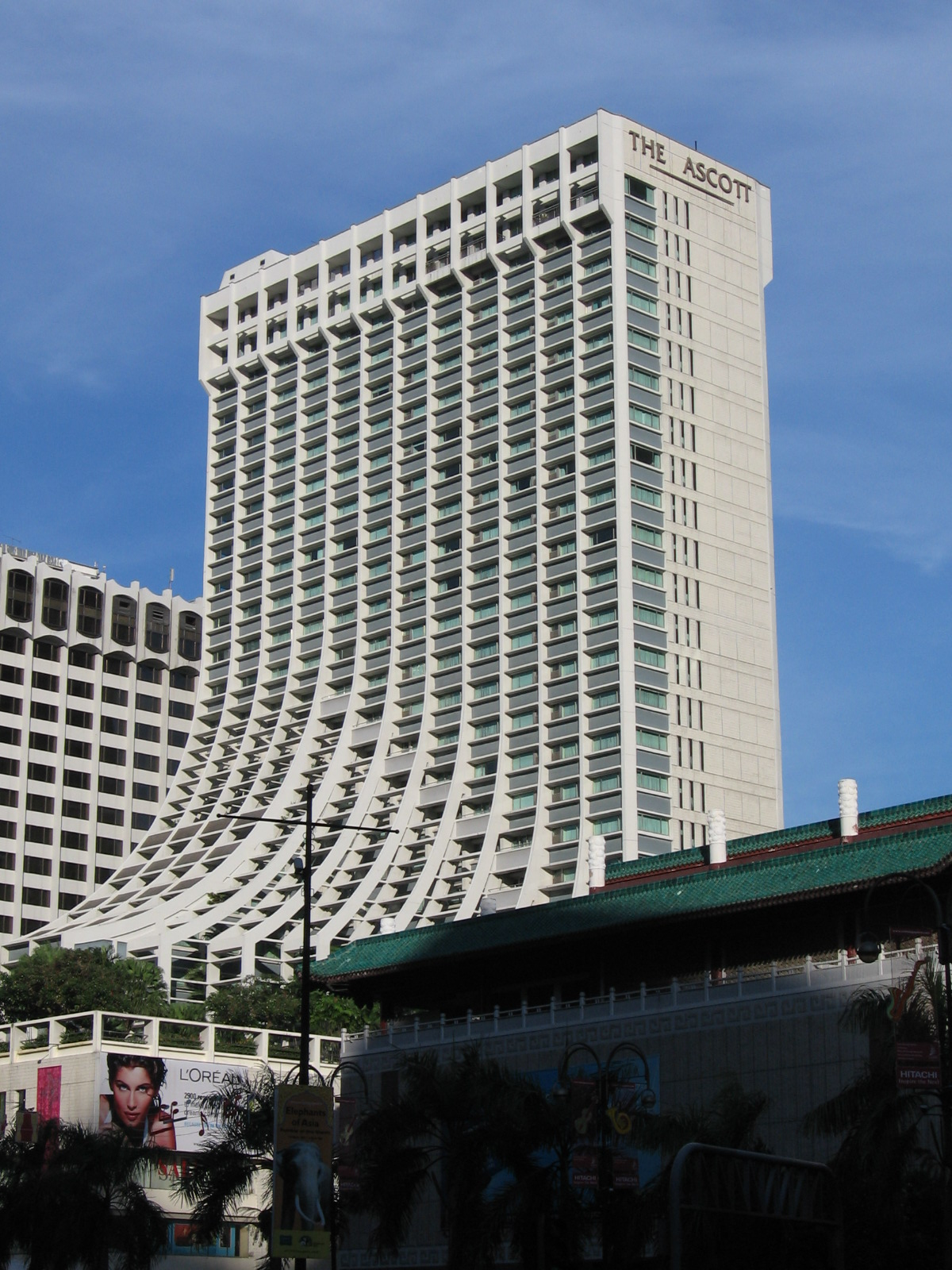
فندق أسكوت سنغافورة

## وصلات خارجية
- الموقع الرسمي